# انفجاری نرم‌کامی واک‌دار
انسدادی نرم‌کامی واک‌دار یک همخوان است که در الفبای آوانگاری بین‌المللی به صورت /ɡ/ نوشته‌شده و برابر با گ در زبان فارسی است. 